# Caleta Cruz
Caleta Cruz es una ciudad menor peruana, capital del distrito de La Cruz, perteneciente a la provincia y el departamento de Tumbes, al norte del Perú. 

## Ubicación
Caleta Cruz se ubica al noroeste de la provincia de Tumbes, en el distrito de La Cruz, en el departamento de Tumbes.

## Demografía
En 2017 Caleta Cruz tenía una población de 9015 habitantes.
| Gráfica de evolución demográfica de Caleta Cruz entre 1993 y 2017 |
|                                                                   |
| Fuentes: Población 1993 y 2017                                    |

## Clima
| Parámetros climáticos promedio de Caleta Cruz | Parámetros climáticos promedio de Caleta Cruz | Parámetros climáticos promedio de Caleta Cruz | Parámetros climáticos promedio de Caleta Cruz | Parámetros climáticos promedio de Caleta Cruz | Parámetros climáticos promedio de Caleta Cruz | Parámetros climáticos promedio de Caleta Cruz | Parámetros climáticos promedio de Caleta Cruz | Parámetros climáticos promedio de Caleta Cruz | Parámetros climáticos promedio de Caleta Cruz | Parámetros climáticos promedio de Caleta Cruz | Parámetros climáticos promedio de Caleta Cruz | Parámetros climáticos promedio de Caleta Cruz | Parámetros climáticos promedio de Caleta Cruz |
| Mes                                           | Ene.                                          | Feb.                                          | Mar.                                          | Abr.                                          | May.                                          | Jun.                                          | Jul.                                          | Ago.                                          | Sep.                                          | Oct.                                          | Nov.                                          | Dic.                                          | Anual                                         |
| --------------------------------------------- | --------------------------------------------- | --------------------------------------------- | --------------------------------------------- | --------------------------------------------- | --------------------------------------------- | --------------------------------------------- | --------------------------------------------- | --------------------------------------------- | --------------------------------------------- | --------------------------------------------- | --------------------------------------------- | --------------------------------------------- | --------------------------------------------- |
| Temp. máx. media (°C)                         | 31                                            | 31                                            | 31                                            | 31                                            | 31                                            | 29                                            | 29                                            | 29.5                                          | 30                                            | 30                                            | 31                                            | 32                                            | 30.5                                          |
| Temp. media (°C)                              | 26.7                                          | 27.1                                          | 27.2                                          | 27                                            | 25.9                                          | 24.6                                          | 23.6                                          | 23.2                                          | 23.4                                          | 23.8                                          | 24.2                                          | 25.5                                          | 25.2                                          |
| Temp. mín. media (°C)                         | 22                                            | 22                                            | 22                                            | 22                                            | 21                                            | 20                                            | 19                                            | 19                                            | 19.5                                          | 20                                            | 20                                            | 22                                            | 20.7                                          |
| Fuente: Accuweather                           |                                               |                                               |                                               |                                               |                                               |                                               |                                               |                                               |                                               |                                               |                                               |                                               |                                               |

## Atractivos turísticos
- La Cruz de La Conquista[6]
- Playa La Cruz[7]